# Шаде, Дорис
Дорис Шаде (нем. Doris Schade; 21 мая 1924, Бад-Франкенхаузен-Кифхойзер — 25 июня 2012, Мюнхен) — немецкая актриса
 театра, кино и телевидения.

## Биография
Дочь инженера, директора завода по производству двигателей Junkers. Жила в Москве и Токио. С 1942 по 1944 год обучалась актерскому мастерству в Старом театре в Лейпциге. Дебютировала на сцене Театра Оснабрюка (Нижняя Саксония) в 1946 году. Играла в театрах Бремена, Нюрнберга, Франкфурта-на-Майне, Мюнхена и Гамбурга, Штутгарта и Вены. Выступала на Зальцбургском фестивале.
В 1981 году дебютировала в кино. Снималась в фильмах и на телевидении. За свою карьеру сыграла 66 киноролей.

## Избранная фильмография
- 1957: Korruption
- 1964: Mein oder Dein
- 1964: Geschichte von Joel Brand
- 1965: Klaus Fuchs — Geschichte eines Atomverrats
- 1966: Kostenpflichtig zum Tode verurteilt
- 1967: Der Auswanderer
- 1967: Liebe für Liebe
- 1968: Prüfung eines Lehrers
- 1969: Sag’s dem Weihnachtsmann
- 1969: Eine Frau ohne Bedeutung
- 1970: Vor Sonnenuntergang
- 1971: Wer kennt diesen Mann…
- 1972: Der Prozeß gegen die neun von Catonsville
- 1974: Cautio Criminalis oder Der Hexenanwalt
- 1974: Der Kommissar — Jähes Ende einer interessanten Beziehung
- 1975: Polly oder Die Bataille am Bluewater Creek
- 1975: Der Biberpelz
- 1979: Bourbon Street Blues
- 1979: Деррик
- 1979: Kur in Travemünde
- 1980: Kaiserhofstraße 12
- 1981: Свинцовые времена – мать
- 1982: Тоска Вероники Фосс – Юзефа
- 1983: Чистое безумие
- 1984: Wenn ich mich fürchte
- 1986: Роза Люксембург – Клара Цеткин
- 1987: Die Krimistunde (Fernsehserie, Folge 26, Episode: «Man muß dran glauben»)
- 1992: Abgetrieben
- 1993: Der Nebenbuhler
- 1993: Die Denunziantin
- 1994: Tödliche Wahrheit
- 1996: За гранью тишины
- 1998: Im Atem der Berge
- 1999: Высшая правда
- 1999: Место преступления (телесериал)
- 2000: Altweibersommer
- 2002: Das Haus der Schwestern
- 2002: Gameboy
- 2002: Bobby
- 2003: Розенштрассе - Лена Фишер (в возрасте 90 лет)
- 2005: Die schönsten Jahre
- 2006: Дикие курочки
- 2007: Дикие курочки и любовь
- 2008: Der Alte — Reise in den Tod
- 2009: Дикие курочки и жизнь

## Награды
- Орден Максимилиана «За достижения в науке и искусстве» (Бавария)
- Орден «За заслуги перед Федеративной Республикой Германия»
- Баварская театральная премия Bayerischer Theaterpreis
- Театральная Премия Gertrud-Eysoldt-Ring